# TIME SPLITTERS
TIME SPLITTERS（タイム・スプリッターズ）は、新日本プロレスのプロレスラー、KUSHIDAとアレックス・シェリーのタッグチーム。

## 結成
2012年8月26日、アメリカのプロレス団体SWFに参戦したアレックス・シェリーはAJカーシュと組んでIWGPジュニアタッグ王座を保持しているロッキー・ロメロ、アレックス・コズロフ組と対戦。試合に敗れた後、ロメロとコズロフに袋叩きにされているシェリーの元にKUSHIDAが救援に駆け付けた事でタッグを結成。
後日に「新しい時間軸を作る」という意味合いを込めてTIME SPLITTERSと名付けた。

## 経歴

### 2012年
10月8日両国大会でロメロ、コズロフ組のIWGPジュニアタッグ王座に挑戦するも、KUSHIDAがロメロに丸め込まれ王座奪取には至らなかった。
11月2日後楽園ホールにて行われたSUPER Jr. TAG TOURNAMENTにて、決勝でApollo 55を破り優勝。
11月11日大阪大会でフォーエバー・フーリガンズの保持するIWGPジュニアタッグ王座に再挑戦し、I-94で勝利。同王座を戴冠した。

### 2013年
2月10日広島サンプラザホール大会でフォーエバー・フーリガンズのリターンマッチを退け、IWGPジュニアタッグ王座初防衛に成功。3月3日後楽園ホール大会では獣神サンダー・ライガー&タイガーマスク組を撃破し2度目の防衛に成功。
4月7日両国国技館大会でApollo 55を破り3度目の防衛に成功。
5月3日福岡国際センター大会、フォーエバー・フーリガンズに敗れIWGPジュニアタッグ王座から陥落。
10月14日両国大会において王者フォーエバー・フーリガンズに挑戦する予定だったが、シェリーのケガによりTAKAみちのく&タイチ組に変更となった。

### 2014年
1月4日レッスルキングダム8よりシェリーが新日本に復帰したことで、王者ヤング・バックス、フォーエバー・フーリガンズ、TAKAみちのく&タイチとのIWGPジュニアタッグ王座戦4WAYタッグマッチで復活。バック・トゥ・ザ・フューチャーにちなみ、デロリアンに乗って入場した。
6月21日大阪府立体育会館にてヤング・バックスから勝利を奪い、IWGPジュニアタッグ王座を再び戴冠。
8月10日西武ドームでROHのReDRagon（カイル・オライリー＆ボビー・フィッシュ）の挑戦を受けるもKUSHIDAがカイル・オライリーにホバーボードロックを決め、防衛に成功。
11月8日大阪府立体育会館にて再びReDRagonとIWGPジュニアタッグ王座を懸けて対戦。4度目の防衛に失敗し、王座陥落する。

### 2015年
1月4日レッスルキングダム9の第1試合、IWGPジュニアタッグ選手権試合4WAYマッチで王者ReDRagon、フォーエバー・フーリガンズ、ヤング・バックスと対戦するが、戴冠には至らなかった。

## 合体技
I-94
リングに背を向けた状態でコーナー最上段に座らせた相手の首をシェリーがスライス・ブレッドNo.2を放つと同時に、相手の股に潜り込んだKUSHIDAがパワーボムの形で落としていく。
OUT A TIME
シェリーがネックブリーカー・ドロップの状態で抱えて、KUSHIDAがムーンサルトプレスの形で対戦相手めがけてボディプレスを仕掛ける。

## タイトル歴
新日本プロレス
- SUPER Jr. TAG TOURNAMENT優勝（2012年）
- 第68代IWGPジュニアヘビー級王座
- 第34代、第38代IWGPジュニアタッグ王座
- BEST OF THE SUPER Jr.優勝（2015年）